# Pennyroyal Tea
Pennyroyal Tea ist ein Lied der US-amerikanischen Rockband Nirvana. Es ist das neunte Stück des dritten und letzten Studioalbums In Utero, das 1993 von Geffen-Records-Sublabel DGC veröffentlicht wurde. Das Lied sollte als dritte Singleauskopplung am 8. April 1994 veröffentlicht werden, doch nach dem unerwarteten Suizid des Frontsängers Kurt Cobain am 5. April 1994 wurde dieses Vorhaben verworfen.

## Geschichte
Nach Angaben von Michael Azerrad in dessen Biografie Come as You Are: The Story of Nirvana aus dem Jahr 1993 schrieb Cobain das Lied 1990 in seinem Apartment in der Stadt Olympia (Washington), das er sich mit Schlagzeuger Dave Grohl teilte.

“Dave and I were screwing around on a 4-track, and I wrote that song in about thirty seconds. And I sat down for like half-an-hour and wrote the lyrics and then we recorded it.”

„Dave und ich arbeiteten an einem 4-Spur-Aufnahmegerät, und ich schrieb das Lied in etwa 30 Sekunden. Ich setzte mich für eine halbe Stunde hin, schrieb den Songtext und dann nahmen wir es auf.“

Nirvana spielte das Lied in den Jahren 1991 und 1992 viele Male live, doch erst 1993 wurde es vom Produzenten Steve Albini für das Album In Utero im Studio aufgenommen.
Ein Remix vom Produzenten Scott Litt erschien auf der zensierten Albumversion von Wal-Mart und Kmart. Dieser Remix ist auch auf der Best-Of-Kompilation Nirvana von 2002 und der Singleauskopplung zu hören.

## Bedeutung
Das im Englischen auch als „pennyroyal“ bezeichnete Küchenkraut Polei-Minze wird gelegentlich als Abortivum genutzt. In Cobains Journals, welche posthum im Jahr 2002 veröffentlicht wurden, gibt es einen Eintrag, welcher die Lieder des Albums erläutert. Die Erklärung für Pennyroyal Tea lautet schlicht: “herbal abortive… it doesn’t work, you hippie.”
In einem Interview vom Oktober 1993 gibt Cobain einen umfassenderen Einblick in das Lied, das von einer Person handelt, die unter schwerer Depression leidet:

“When I ask Cobain if ‘Penny Royal Tea’ is about indigestion, he half-laughs. ‘Penny royal tea is a herbal abortive,’ he says. ‘I threw that in because I have so many friends who have tried to use that, and it never worked. The song is about a person who’s beyond depressed; they’re in their death bed, pretty much.’ Cobain’s own bout with serious stomach pain was well documented last year. ‘Yeah, it did rub off on the song,’ he admits. And I couldn’t help noticing the ‘Canadian’ reference to a Leonard Cohen afterworld. ‘That was my therapy, when I was depressed and sick. I’d read things like Malloy Dies [sic] by Beckett, or listen to Leonard Cohen, which would actually make it worse,’ he laughs.”

„Als ich Cobain fragte, ob Pennyroyal Tea von Verdauungsstörung handelt, lachte er. „Pennyroyal Tea ist ein pflanzliches Mittel zum Schwangerschaftsabbruch“, sagte er. „Ich warf es ein, weil ich so viele Freunde habe, welche es ausprobiert haben, und es hat nie funktioniert. Das Lied handelt von einer Person, welche äußerst depressiv ist; sie sind in ihrem Totenbett, so ziemlich.“ Cobains eigene Anfälle von schweren Magenschmerzen wurden letztes Jahr gut dokumentiert. „Yeah, es hat auf das Lied abgefärbt.“ gab er zu. Und ich kam nicht umhin, den ‚kanadischen‘ Verweis auf Leonard Cohens Jenseits zu erwähnen. „Das war meine Therapie, wenn ich depressiv und krank war. Ich las Sachen wie Malone stirbt von Beckett oder hörte Leonard Cohen, was es eigentlich nur noch schlimmer machte.“ lachte er.“

Der kanadische Sänger und Schriftsteller Leonard Cohen, der in dem Lied namentlich erwähnt wird, äußerte sich im September 1994 gegenüber der englischen Tageszeitung The Guardian wie folgt:

“I’m sorry I couldn’t have spoken to the young man. I see a lot of people at the Zen Centre, who have gone through drugs and found a way out that is not just Sunday school. There are always alternatives, and I might have been able to lay something on him.”

„Ich bedauere, dass ich nicht zu diesem jungen Mann sprechen konnte. Ich sehe eine Menge junger Leute im Zen-Center, die Drogen genommen und einen Weg heraus gefunden haben, der nicht nur Kindergottesdienst ist. Es gibt immer Alternativen, und ich hätte ihm möglicherweise helfen können.“

## Veröffentlichung
Die Single wurde noch vor der Veröffentlichung aus dem Handel genommen. Bis zum Zeitpunkt von Cobains Tod waren lediglich einige in Deutschland auf Compact Disc hergestellte Singles vertrieben worden. Alle verfügbaren Tonträger von Pennyroyal Tea wurden von der Plattenfirma eingezogen und vernichtet. Der offensichtliche Grund für das rigide Vorgehen war das auf der Single befindliche Lied mit dem Titel I Hate Myself and Want to Die.
Die Plattenfirma zog somit keinen direkten Profit aus dem Tod von Kurt Cobain. Es ist jedoch wahrscheinlich, dass einige Händler entgegen der Anweisung des Plattenlabels die Single trotzdem verkauften. Die zurückgezogenen Tonträger wurden in Gegenwart von Angestellten der Plattenfirma vernichtet, dennoch gelang es vermutlich Vertriebsmitarbeitern, einige Exemplare zu entwenden. Weniger als 100 von Nimbus in Großbritannien hergestellte Promotion-Singles auf CD haben ebenfalls „überlebt“.
Ein in den Vereinigten Staaten erstelltes und nach Großbritannien versandtes Artwork wurde sowohl für eine Single-Schallplatte als auch für eine Compact Cassette gefunden. Die Schriftstellerin Gillian G. Gaar behauptet in ihrem Buch In Utero, dass Cobain keinen Beitrag zu dem Artwork der Single gehabt habe. In Anlehnung an den Liedtitel zeigt das Plattencover eine Tasse schwarzen Tee mit Tee-Ei auf einem Tisch, daneben einen Aschenbecher mit Zigarettenresten, einem Zuckerstreuer und einem Teelöffel sowie einige herumliegende Cracker. Der verantwortliche Grafikdesigner Robert Fischer äußerte sich dahingehend:

“We got it done and I don’t know that Kurt was around to approve it or not. I think it might just have been shot to management to approve or something.”

„Wir haben es fertig gemacht und ich weiß nicht, ob Kurt zugegen war um es abzunehmen oder nicht. Ich denke, es wurde einfach dem Management zur Freigabe geschickt oder so etwas.“

Im Januar 1994 äußerte sich Kurt Cobain im Interview mit der Musikzeitschrift Rolling Stone kritisch zu der Aufnahmequalität:

„Ein paar Songs hätten vielleicht noch etwas mehr poliert werden können, vor allem ‚Pennyroyal Tea‘. Das war einfach nicht adäquat aufgenommen worden, da stimmte irgendwas nicht. Das hätte so wie Nevermind aufgenommen werden müssen, weil es ein starker Song war, der auch eine Hit-Single werden könnte. Wir spielen jedenfalls mit der Idee, es noch mal neu aufzunehmen oder zumindest abzumischen.“

## Musikvideo
Dem niederländischen Filmregisseur Anton Corbijn wurden die Dreharbeiten zum Musikvideo für Pennyroyal Tea angeboten. Corbijn lehnte aus dem Gefühl heraus ab, kein besseres Video als das von Heart-Shaped Box drehen zu können, welches die erste Singleauskopplung von In Utero war und für das er den Preis als „Best Alternative Video“ bei den MTV Video Music Award gewonnen hatte. Infolgedessen wurde der Videoproduzent Jeffery Plansker mit den Dreharbeiten beauftragt. Mit Cobains Tod war dieser Auftrag hinfällig. Ein Musikvideo wurde nie veröffentlicht.
Es wäre das zweite Musikvideo des Albums In Utero geworden, da der US-amerikanische Musiksender MTV die Band Nirvana vorab informiert hatte, aufgrund des anstößigen Titels kein Video von Rape Me auszustrahlen. Rape Me war die zweite Auskopplung und erschien zusammen mit dem Stück All Apologies auf einer Doppel-A-Schallplatte. Aus Protest weigerte sich Nirvana, ein Musikvideo von All Apologies zu drehen, so dass der Livemitschnitt der MTV-Unplugged-Session stattdessen verwendet wurde.

## Songliste
Alle Lieder wurden von Kurt Cobain geschrieben und komponiert, sofern es nicht anders notiert ist.
Deutsche CD single (GED 21907)
1. Pennyroyal Tea (Litt remix)
2. I Hate Myself and Want to Die
3. Where Did You Sleep Last Night (live) (Traditional)

Britische Promotion CD single (NIRPRO)
1. Pennyroyal Tea (remix)

## Besetzung
Nirvana
- Kurt Cobain – Gesang, Gitarre, Hintergrundgesang
- Krist Novoselic – E-Bass
- Dave Grohl – Schlagzeug

Aufnahmeleitung
- Steve Albini – Musikproduzent, Toningenieur
- Adam Kasper – Toningenieur
- Scott Litt – Abmischung
- Bob Ludwig – Audio-Mastering

Gestaltung
- Robert Fisher – Artdirector, Design
- Greg Stata – Artdirector, Design
- John Skalicky – Fotograf

## Coverversionen
Folgende Künstler erstellten Coverversionen von Pennyroyal Tea:
- US-amerikanische Rockband Hole (mit Cobains Ehefrau Courtney Love)
- US-amerikanische Rockmusikerin Kristin Hersh
- US-amerikanischer Rockmusiker Jared Leto
- US-amerikanische Alternative-Rock-Band The Flaming Lips
- Walisische Rockband Manic Street Preachers
- Koreanische Rockband Jaurim